# Berisso (partido)
Le partido de Berisso est une subdivision de la province argentine de Buenos Aires. Fondé en 1957, son chef-lieu est Berisso.